# Macrotrachela extensa
Macrotrachela extensa är en hjuldjursart som beskrevs av Haigh 1965. Macrotrachela extensa ingår i släktet Macrotrachela och familjen Philodinidae. Inga underarter finns listade i Catalogue of Life.